# Yityish Titi Aynaw
Yityish « Titi » Aynaw, (hébreu : טיטי איינאו ; amharique : ይታይሽ አየነው) née le 23 juin 1991 en Éthiopie, est une mannequin israélienne d'origine éthiopienne.

## Biographie
En 2013, elle est la première Beta Israel, Juive éthiopienne, couronnée Miss Israël,. Le 9 novembre de la même année, elle représente son pays à l'élection de Miss Univers, qui se déroule à Moscou.